# الباند (فريق روك)
الباند (بالإنجليزية: The Band)‏ فريق روك كندي أمريكي تشكل في تورنتو، أونتاريو، في عام 1967. كان الفريق في الأصل، هو الفريق المصاحب لمغني الروك الأمريكي الكندي روني هوكينز ولاحقًا للنجم بوب ديلان. أصدر الفريق ألبومه الأول «موسيقى من البينك الكبير Music from Big Pink» في عام 1968 الذي لاقى الإشادة بالنقد. وصف الناقد الموسيقي بروس إيدير الفريق بأنه «واحد من أكثر فرق الروك شهرة وتأثيراً في العالم، وقد احتضن النقاد موسيقاهم... بنفس درجة جدية موسيقى البيتلز ورولينج ستونز». جمع الفريق بين عناصر أمريكانا والفولك والروك والجاز والكانتري وآر أند بي، مما أثر على الموسيقيين اللاحقين مثل الإيجلز، وإلتون جون، والجراتفل ديد.

## أعضاء الفريق
ريك دانكو (غيتار باس - غناء - كمان) 
غارث هدسون (لوحات مفاتيح - أكورديون - ساكسفون) 
ريتشارد مانويل (لوحات مفاتيح - طبول - غناء) 
روبي روبرتسون (جيتار - غناء)
ليفون هيلم (طبول، غناء، مندولين، جيتار)
بين عامي 1958 و 1963، كانت الفرقة تسمى «هوكس»، وهي فرقة دعم لمغني الروكابيلي روني هوكينز.
في منتصف الستينيات، اكتسبت شهرة بدعم بوب ديلان، وكانت جولة عام 1966 ملحوظة كأول جولة ديلان مع فرقة كهربائية. بعد مغادرة ديلان وتغيير اسم الفريق إلى «ذا باند»  أصدرت عدة ألبومات لاقت استحسان النقاد والمستمعين، أبرزتها أغنيتي «الوزن» و«الليلة التي طردوا فيها الجنوبيين».

## تقدير الفريق وإنجازاته
تم إدخال الفريق في قاعة مشاهير الموسيقى الكندية في عام 1989 وقاعة مشاهير الروك آند رول في عام 1994. صنفته مجلة رولينج ستون في عام 2004 في المرتبة 50 على قائمتها لأعظم 100 فنان في كل العصور، وحصل على جائزة جرامي للإنجاز مدى الحياة في عام 2008. احتلت أغنية «الوزن» في عام 2004 المرتبة 41 على قائمة رولينج ستون لأعظم 500 أغنية في كل العصور، وفي عام 2014، تم إدخال الفريق في ممشى المشاهير في كندا.

## ألبومات الفريق
موسيقى من بيج بينك (1968) Music from Big Pink
الفرقة (1969) The Band
رهبة المسرح (1970) Stage Fright
كاهوتس (1971) Cahoots
صخرة العصور (1972) Rock of Ages
موندوج ماتيني (1973) Moondog Matinee
الأنوار الشمالية - الصليب الجنوبي (1975) Northern Lights – Southern Cross
جزر (1977) Islands 
أريحا (1993) Jericho
عالية على الخنزير (1996) High on the Hog
الابتهاج (1998) Jubilation
ألبومات مع بوب ديلان
قبل الطوفان (1974) Before the Flood
موجات الكوكب (1974) Planet Waves
أشرطة الطابق السفلي (1975) The Basement Tapes

## وصلات خارجية
https://curlie.org/Arts/Music/Bands_and_Artists/B/Band%2C_The/ الباند (فريق روك)
http://theband.hiof.no/ الباند (فريق روك)
https://www.discogs.com/artist/Band%2C+The الباند (فريق روك)
https://www.allmusic.com/artist/mn0000038490 الباند (فريق روك)
https://www.imdb.com/name/nm1408415/ الباند (فريق روك)
https://www.rockhall.com/inductees/band الباند (فريق روك)